# 田中成明
田中 成明（たなか しげあき、1942年2月24日 - ）は、日本の法学者（法哲学・法理学）。京都大学名誉教授。法学博士（京都大学・論文博士・1980年）（学位論文「裁判をめぐる法と政治」）。兵庫県三田市出身。

## 人物
法の構造を普遍主義型法、管理型法、自律型法に分けて解明する。法科大学院制度の立役者の一人。 

## 略歴

### 学歴
- 1964年3月 京都大学法学部卒業

### 職歴
- 1964年04月 京都大学法学部助手（基礎法学専攻 法理学講座）
- 1967年04月 京都大学法学部助教授（基礎法学専攻 法理学講座）
- 1978年03月 京都大学法学部教授（基礎法学専攻 法理学講座）
- 1991年04月 京都大学評議員（1993年4月まで）
- 1992年04月 京都大学大学院法学研究科教授（基礎法学専攻 法理学講座）
- 1997年04月 京都大学大学院法学研究科研究科長・法学部学部長（1999年3月まで）
- 2004年04月 国立大学法人京都大学理事兼副学長（法務・安全管理担当）（2005年9月まで）
- 2005年0
  - 4月 京都大学名誉教授
  - 9月 京都大学退官
  - 10月 関西学院大学大学院司法研究科（法科大学院）教授
- 2009年04月 国際高等研究所副所長
- 2010年03月 関西学院大学退任
- 2020年11月 瑞宝中綬章受章[1][2]
- 2024年12月 日本学士院会員[3]

## 著作
- 『裁判をめぐる法と政治』（有斐閣、1979年）
- 『現代日本法の構図』（悠々社、初版1987年、増補版1992年）
- 『法的思考とはどのようなものか』（有斐閣、1989年）
- 『法の考え方と用い方 現代法の役割』（大蔵省印刷局、1990年）
- 『法的空間：強制と合意の狭間で』（東京大学出版会、1993年）
- 『法理学講義』（有斐閣、1994年）
- 『現代社会と裁判』（弘文堂、1996年）
- 『法学入門』（放送大学教育振興会、2000年）
- 『転換期の日本法』（岩波書店、2000年）
- 『現代法理学』（有斐閣、2011年）

## 論文
- 「司法制度改革の背景と課題について」（『法学論叢』148巻3･4合併号、2001年）
- "Judicial Reform and Traditional Legal Culture in Contemporary Japan"Sungkyun Journal of East Asian Studies vol.1., Sungkyunkwan University, Academy of East Asian Studies,2001
- 「現代日本の法と裁判を考える」（『東北学院大学・法学政治学研究所紀要』10号、2002年）
- 「司法の機能拡大と裁判官の役割」（『司法研修所論集』108号、2002年）
- 「手続的正義からみた民事裁判の在り方について」（『法曹時報』55巻5号、2003年）

## 社会的活動
- 総合科学技術会議生命倫理専門調査会委員
- 司法制度改革推進本部法曹養成検討会委員（座長）・法曹制度検討会委員
- 法科大学院協会設立準備会事務局長
- 大学評価・学位授与機構大学評価委員会委員